# Цыбульский, Марк Исаакович
Марк Исаакович Цыбульский (род. 25 декабря 1958, Москва) — советский и американский врач-психиатр, писатель
, автор книг о Владимире Высоцком.

## Краткая биография
В 1976 году окончил первую московскую специальную среднюю школу, в 1979 году — медицинское училище. Работал фельдшером на «скорой», два года служил в армии. В 1988 году завершил учёбу во 2-м МОЛГМИ им. Н. И. Пирогова, продолжил работу на «скорой», но уже врачом.
После развала СССР эмигрировал в Канаду, в 1997 году — в США, где проживает в настоящее время. В 1997—2001 годах проходил резидентуру по психиатрии в Миннеаполисе и Сент-Поле. Работает врачом-психиатром и медицинским директором стационара, обслуживающего территории восьми графств штата Миннесота.
Один из известных «высоцковедов». Опубликовал несколько книг и множество статей о творчестве Владимира Высоцкого, некоторые из которых переведены также на иностранные языки.

## Основные работы
- Жизнь и путешествия В. Высоцкого. — Ростов-на-Дону: Феникс, 2004, 2005; 638 с., фотоил., 5000 экз. ISBN 5-222-04826-8
- Фильмография. В. С. Высоцкий в кино. Каталог выступлений В. С. Высоцкого. — Новосибирск: ИД Вертикаль, 2007
- Планета Владимир Высоцкий. — М: Эксмо, 2008, ISBN 978-5-699-25684-6
- Время Владимира Высоцкого. — Ростов-на-Дону: Феникс, 2009, 448 с., фотоил., 3000 экз. (серия «Портреты без ретуши») ISBN 978-5-222-14095-6
- В. Высоцкий в ЛенинГраде. — СПб.: Изд-во С. Ходова, 2012, 226 с., 128 ил., суперобложка (I издание)

То же. — СПб.: НП «Международная Гильдия Мастеров», 2013, 248 с., 128 ил., с/обл. (II изд.)
То же. — СПб.: Студия «НП-Принт», 2013 ISBN 5915422101, 9785915422109[уточнить]
- Владимир Высоцкий в Одессе. — СПб.: Студия «НП-Принт», 2013, 140 с., 39 ил. ISBN 978-5-91542-201-7
- Владимир Высоцкий и его «кино». — Нижний Новгород: «Деком», 2016, 1500 экз. (серия «Русские шансонье») ISBN 978-5-89533-355-6[4][5][6].
- Владимир Высоцкий: ещё не все… Нижний Новгород: «Деком», 2017, 272 стр. ISBN 978-589553-385-3
- мр3-диск: «Владимир Высоцкий в Ленинграде». СПб.: ООО "БОМБА-ПИТЕР"б 2018 (3-е издание «Высоцкий в Ленинграде»)
- Высоцкий в Белоруссии. М.: «Либрика», 2019. ISBN 978-5-906922-38-0
- Девятнадцать из МХАТ. Ярославль: Канцлер, 2022. 192 с., 20 илл. ISBN 978-5-907590-18-2
- Советский Союз Владимира Высоцкого. Ярославль: Канцлер, 2025 г. 402 с (60 илл. ISBN 978-5-907966-37-6

## Мнение
«Марк Цыбульский известен каждому любителю творчества Владимира Высоцкого. Марк посвятил исследованию жизни Высоцкого всю свою жизнь. Тысячи интервью, статей о ВВ, о влиянии Высоцкого на современный мир, а также почти ежедневые компетентные высказывания в дискуссиях на интернетовских форумах снискали Марку всеобщее уважение поклонников ВВ». — Борис Комиссаров, журналист (г. Чита) 

 "Марк Цыбульский отличается, в хорошем смысле, дотошностью в исследовании реальных фактов из жизни Высоцкого. Такие исследования формируют документальную базу для художественного осмысления наследия великого барда. Получив новую информацию, Марк Цибульский скрупулёзно всё проверяет и перепроверяет. Находит адреса авторов, списывается, уточняет. Я был немало удивлён его письмом после публикации своего небольшого рассказа. Каждый, кто отваживается писать о Высоцком, находится под цепким и пристальным вниманием Марка Цыбульского. И это, на мой взгляд, хорошо. Фейк не пройдёт! Любовь Марка к творчеству Высоцкого — «охранная грамота».
— Александр Карпенко

## Награды
- Ежегодно включается в список «Лучшие психиатры Америки» по версии «Ассоциации потребителей Соединённых Штатов Америки» (с 2007 года)[9].
- Почётный знак «За заслуги в высоцковедении» Международного центра имени Владимира Высоцкого (2014)[10].